# Firningsdag
En firningsdag är en kyrklig högtidsdag.

## Svenska kyrkan
I Svenska kyrkan kan en firningsdag definieras som de dagar som finns med i sagda kyrkas evangeliebok. De flesta firningsdagarna är söndagar, och många är helgdagar som inte är söndag, men bland firningsdagarna ingår även dagar som julnatten och askonsdagen, som inte är helgdagar, men ändå har egna texter i evangelieboken.